# Русановский, Роман Евгеньевич
Роман Евгеньевич Русановский (укр. Роман Євгенович Русановський; род. 8 октября 1972, Калуш, Ивано-Франковская область) — советский и украинский футболист, защитник, полузащитник.

## Биография
Воспитанник РСШИ Киев. В первенстве СССР играл во второй низшей лиге за «Динамо» Белая Церковь (1990), «Прикарпатье» Ивано-Франковск (1991). За «Прикарпатье» в высшей и первой лигах первенства Украины в 1992—1996 годах сыграл 131 игру, забил один гол. В 1996—1998 годах в чемпионате России сыграл 45 игр, забил один гол в составе новороссийского «Черноморца». По возвращении на Украину играл в клубах «Калуш» (1999), «Металлург»/«Ильичёвец» (2000—2003), «Спартак» Ивано-Франковск (2004), «Энергетик» Бурштын (2005). Также выступал за любительские клубы «Цементник» Ямница (2006—2007), «Гал-Вапно-Энергетик» Галич и «Калуш» (2011).